# Soo (Giappone)
Soo è una città del Giappone situata nella prefettura di Kagoshima.
La città è nata il 1º luglio 2005 dall'unione di Osumi, Sueyoshi e Takarabe.